# Pinnatella minuta
Pinnatella minuta är en bladmossart som beskrevs av Brotherus 1906. Pinnatella minuta ingår i släktet Pinnatella och familjen Neckeraceae. Inga underarter finns listade i Catalogue of Life.